# La Suite du Menteur
La Suite du Menteur est une pièce de théâtre écrite par Pierre Corneille en 1645.
Elle fait suite à la pièce Le Menteur de 1644, et, bien que demandée après le succès de celle-ci, ne convainc pas autant le public.
La pièce est construite sur l'argument de la pièce de Lope de Vega : Amar sin saber a quién [Aimer sans savoir qui],.
Elle est publiée en 1645 à Paris par Antoine de Sommaville et Augustin Courbé (En ligne sur Gallica).